# Bakonszeg
Bakonszeg ist eine ungarische Gemeinde im Kreis Berettyóújfalu im Komitat Hajdú-Bihar.

## Geografische Lage
Bakonszeg liegt im Osten von Ungarn, acht Kilometer südwestlich des Zentrums der Kreisstadt Berettyóújfalu an dem Fluss Berettyó. Auf dem Gemeindegebiet vereinen sich die Kanäle Keleti-főcsatorna und Kék-Kálló. Bakonszeg grenzt an folgende Gemeinden:
| Bihartorda |                                             | Berettyóújfalu |
| Nagyrábé   | Kompassrose, die auf Nachbargemeinden zeigt |                |
|            | Zsáka                                       |                |

## Geschichte
Die erste schriftliche Erwähnung als (Bakonzeegh) geht auf das Jahr 1434 zurück.

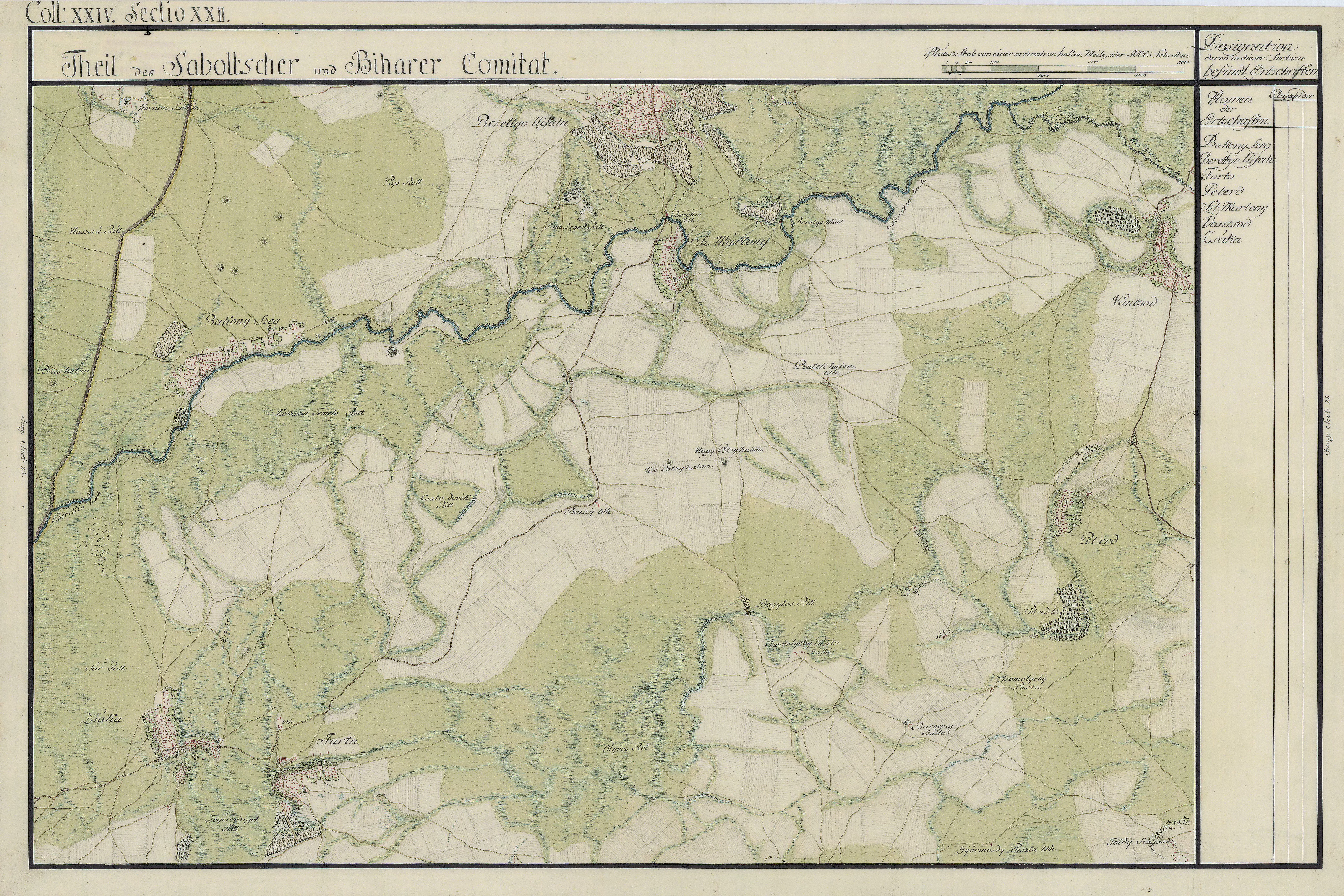
Bakony Szeg (links Mitte) um 1782 (Aufnahmeblatt der Josephinischen Landesaufnahme)
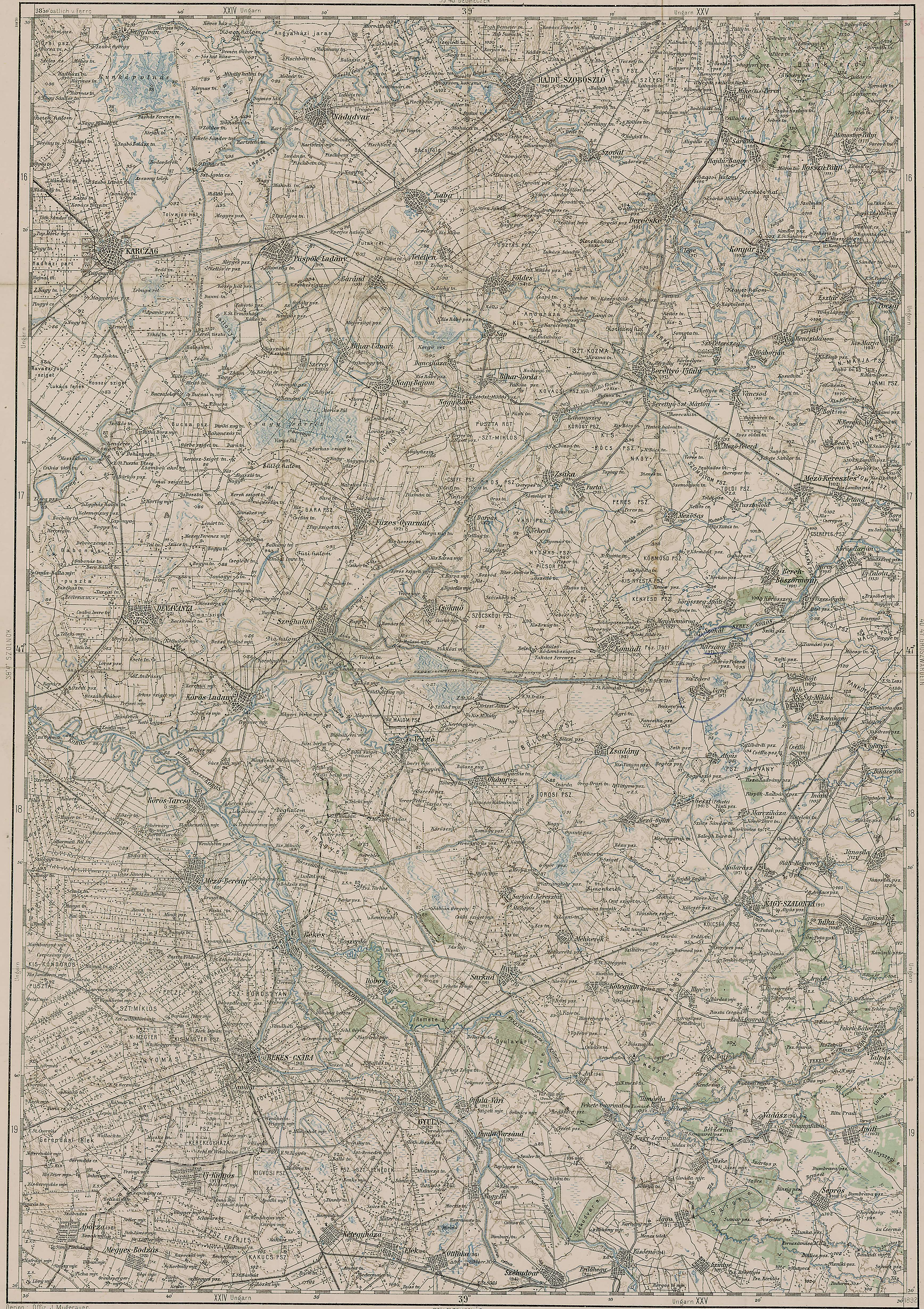
Bakonyszeg (N 47° 11'; O 39° 7') um 1892 (Aufnahmeblatt der Franzisco-Josephinischen Landesaufnahme)

## Sehenswürdigkeiten
- György-Bessenyei-Denkmal, erschaffen 1991 von Imre Kurucz
- György-Bessenyei-Gedenkhaus und Museum
- Reformierte Kirche
- Zoltán-Nadányi-Denkmal,  erschaffen 1992 von Lajos Győrfi

## Verkehr
Durch Bakonszeg verläuft die Landstraße Nr. 4213, von der in südliche Richtung die Landstraße Nr. 4224 nach Zsáka abzweigt. Es bestehen Busverbindungen nach Berettyóújfalu, wo sich der nächstgelegene Bahnhof befindet, sowie über Bihartorda, Nagyrábé, Biharnagybajom und Sárrétudvari nach Püspökladány.